# Mobile Telephone System
Мобильная телефонная система (MTS) является одним из самых ранних стандартов мобильной связи. Обслуживание происходит с помощью оператора в обоих направлениях, а это означает, что если вы звонили из какой-то точки, линия вызова будет разбита на линию мобильного оператора, который будет принимать её на свой телефон. Чтобы сделать исходящий вызов, вам придётся позвонить мобильному оператору, который спросит ваш номер и номер на который вы хотите сделать вызов.
Этот стандарт возник в Bell System, и впервые был использован в Сент-Луисе 17 июня 1946 года. Оригинальное оборудование имело вес 36,3 кг. Первоначально в стандарте было 3 канала на одну область, позднее количество каналов было увеличено до 32 по 3 полосы (см. IMTS frequencies). Стандарт использовался в 1980-х годах в Северной Америке.

Этот протокол был заменён на улучшенную версию — Improved Mobile Telephone Service (IMTS).